# Carol Mayo Jenkins
Carol Mayo Jenkins, née le 24 novembre 1938 à Knoxville dans le Tennessee, est une actrice américaine.
Elle est surtout connue pour son personnage d'Elizabeth Sherwood, dans la série télévisée Fame.
Elle a enseigné l'art dramatique à l'université du Tennessee.